# Мамут
Мамут (Mammuthus) је род сурлаша који укључује неколико изумрлих врста, чији су остаци нађени у наслагама из плеистоцена на свим континентима осим Аустралије и Јужне Америке. Најпознатији је северни мамут. Већина врста била је величине данашњег слона. Многе врсте имале су кратко унутрашње крзно и дуго спољашње крзно. Имали су дуге савијене кљове које су се некада укрштале. Мамути су живели од пре 4,8 милиона година до пре око 3.500 година.

## Еволуција
Остаци мамута пронађени су у Европи, Африци, Азији и Северној Америци. Верује се да су настали пре око 4,8 милиона година у северној Африци, у време Плиоцена, где су нађене кости афричког мамута (Mammuthus africanavus-а) у Чаду, Либији, Мароку и Тунису. Јужноафрички мамут (Mammuthus subplanifrons), пронађен у Јужној Африци и Кенији, се такође сматра за једну од најстаријих врста (пре око 4 милиона година).
Упркос свом афричком пореклу, они су заправо много ближи модерном Азијском слону него било ком од две врсте Афричких слонова. Заједнички предак ових слонова одвојио се од афричких слонова пре око 6 – 7,3 милиона година. Азијски слонови и мамути поделили су се око пола милиона година касније (пре 5,5 – 6,3 милиона година).
Касније је Афрички мамут мигрирао на север у Европу где је створио нову врсту, јужног мамута (Mammuthus meridionalis). Он се проширио широм Европе и Азије и прешао преко Беринговог земљоуза (данас под морем) у Северну Америку. 
Пре око 700.000 година тадашња топла клима се значајно променила и саване Европе, Азије и Северне Америке уступиле су место хладнијим и мање плодним степама. Јужни мамут (Mammuthus meridionali) је постепено ишчезавао, а заменио га је степски мамут (Mammuthus trogontherii) који је био прилагођенији хладним степама. Ова промена је створила рунастог мамута (Mammuthus primigenius), пре око 200.000 година. Рунасти мамути су били прилагођени да издрже изузетне хладноће ледених доба. 
Длакави мамути су били изузетно успешна врста; простирали су се од Шпаније до Северне Америке и верује се да су били изузетно бројни.

## Изумирање
Већина мамута изумрла је крајем последњег леденог доба. Још увек се воде расправе око разлога њиховог истребљења. Међутим, мали мамути на острву Врангел истребљени су пре само око 1.700. до 1.500. п. н. е.
Спорно је да ли је популација мамута изумрла због климатских разлога или због претераног лова од стране људи. Друга теорија сматра да су мамути пали као жртве неке инфективне болести. Вероватније је да је комбинација климатских фактора и лов највероватније објашњење њиховог нестанка.
Нови подаци из студија вршених на модерним слоновима Америчког института биолошких наука (BioScience. 56 (4): 292—298. април 2006. Недостаје или је празан параметар |title= (помоћ)) сугеришу да иако лов није био примарни разлог за истребљење мамута, он је свакако био један од важних фактора. Познато је да је Homo erectus користио месо мамута за исхрану још пре око 1,8 милиона година.
Међутим, Амерички институт биолошких наука такође примећује да су кости мртвих слонова, нађене у земљи и гажене од других слонова, имали знакове касапљења, које су раније археолози погрешно интерпретирали. 
Опстанак патуљастих мамута на руском острву Врангел приписује се чињеници да је острво било врло удаљено и ненастањено до раног периода Холоцена. Модерна цивилизација није открила острво до 1820.тих година од стране америчких китоловаца. Слично је било и са патуљастим мамутима на удаљеним Чанел острвима у Калифорнији, али је то било у ранијем периоду. Ове животиње су вероватно истребили Палео домороци.

## Галерија
- Скелет мамута из Јакутског музеја
- Скелет мамута из Тиреловог краљевског музеја палеонтологије
- Доња вилица мамута, музеј Срема
- Доња вилица рунастог мамута, музеј Срема
- Зуб рунастог мамута
- Зуб степског мамута
- део карличне кости мамута